# 16 Comae Berenices
16 Comae Berenices, som är stjärnans Bayerbeteckning, är en ensam stjärna i stjärnbilden Berenikes hår. Stjärnan är av visuell magnitud +4,96  och synlig för blotta ögat vid någorlunda god seeing. 16 Comae Berenices är därmed den tredje bland de ljusstarkaste stjärnorna i Comahopen, Melotte 111. Baserat på parallaxmätning inom Hipparcosuppdraget på ca 11,7 mas, beräknas den befinna sig på ett avstånd på ca 278 ljusår (ca 87 parsek) från solen.

## Egenskaper
16 Comae Berenices är en blå till vit stjärna i huvudserien av spektralklass A4 V. Den har en massa som är ca 2,5 gånger solens massa, en radie som är ca 3,7 gånger större än solens och utsänder ca 69 gånger mera energi än solen från dess fotosfär vid en effektiv temperatur på ca 8 300 K.
16 Comae Berenices är en kemiskt speciell stjärna och visar ett överskott av infraröd strålning, vilket tyder på förekomsten av en omkretsande stoftskiva på ett medelavstånd av 18,2 AE med en temperatur på 1 870 K.